# Tipula (Trichotipula) sanctaecruzae
Tipula (Trichotipula) sanctaecruzae is een tweevleugelige uit de familie langpootmuggen (Tipulidae). De soort komt voor in het Nearctisch gebied.